# Syryjska Koalicja Narodowa na rzecz Opozycji i Sił Rewolucyjnych

Logo Syryjskiej Koalicji Narodowej

Syryjska Koalicja Narodowa na rzecz Opozycji i Sił Rewolucyjnych – konfederacja zrzeszająca oraz reprezentująca syryjską opozycję krajową i emigracyjną, powołana na konferencji w Dosze 11 listopada 2012.
Pod koniec 2024 roku, po upadku reżimu Assada, SNC przeniosła się ze Stambułu do Damaszku. W lutym 2025 roku SNC zadeklarowała lojalność wobec nowych władz pod rządami Ahmada asz-Szary i ogłosiła, że zostanie rozwiązana i połączona z syryjską administracją.

## Organizacja
Poprzedniczką konfederacji była Narodowa Rada Syryjska (NRS) utworzona na początku syryjskiej wojny domowej. Jednakże NRS nie skupiała całej syryjskiej opozycji, która wystąpiła przeciwko reżimowi Baszara Al-Assada, poza tym była nie reprezentatywna przez co mało efektywna.
W celu zmienienia tej sytuacji, w dniach 4-11 listopada 2012 syryjska opozycja zebrała się na konferencji w katarskiej Dosze. Zreformowano struktury Narodowej Rady Syryjskiej oraz powołano Syryjską Koalicję Narodową na rzecz Opozycji i Sił Rewolucyjnych na czele z sunnitą Moazem al-Chatibem. Wiceprzewodniczącymi zostali Riad Seif oraz Suheir Atassi Konfederacja zrzeszała zarówno podzieloną opozycję krajową jak i opozycję na emigracji skupionej wokół Narodowej Rady Syryjskiej. Siedziba Syryjskiej Koalicji Narodowej na rzecz Opozycji i Sił Rewolucyjnych mieści się w Kairze. Koalicja składała się z 71 reprezentantów najważniejszych grup opozycyjnych, w tym Narodowej Rady Syryjskiej, Syryjskiego Bractwa Muzułmańskiego, Generalnej Komisji Syryjskiej Rewolucji, Lokalnych Komitetów Koordynacyjnych, Rewolucyjnych Rad z całego kraju oraz kurdyjscy przywódcy.
Podczas pierwszego zjazdu Syryjskiej Koalicji Narodowej w Kairze (1 grudnia 2012), zatwierdzono, iż członkowie ministrowie nowego organu muszą mieć ukończony 35. rok życia, mogą być to rewolucjoniści, technokraci, bądź osoby spoza koalicji. W ten sposób zatwierdzono 10 ministrów w rządzie na uchodźstwie.
14 islamistycznych grup walczących przeciwko reżimowi Assada odrzuciło 18 listopada 2012 wejście w skład Syryjskiej Koalicji Narodowej. Wśród sygnatariuszy postanowienia znalazły się takie ugrupowania jak Front Obrony Ludności Lewantu, Ahrar asz-Szam, Brygady Tahwid, Brygada Liwaa al-Umma. Islamiści opowiedzieli się za utworzeniem państwa islamskiego i domagali się wprowadzenie Koranu jako konstytucji. Na wejście do szerokiej koalicji zgodziła się za to Kurdyjska Rada Narodowa.
Pod koniec grudnia 2012 powołano Krajowy Wolny Związek Zawodowy Urzędników Państwa Syryjskiego, którego zadaniem jest koordynowanie działań i pracy syryjskich dezerterów politycznych w celu poprawienia wydajności ich działań.
18 marca 2013 podczas obrad w Stambule na stanowisko tymczasowego premiera Syryjskiej Koalicji Narodowej na rzecz Opozycji i Sił Rewolucyjnych został powołany Ghassan Hitu. Głównym zadaniem tymczasowo szefa rządu była konstrukcja rządu opozycyjnego oraz administrowanie terenami kontrolowanymi przez rebeliantów. Hitu zapowiedział, że członkowie władz Syrii, którzy popełnili przestępstwa, zostaną postawieni przed sądem, a dialog z reżimem nie był możliwy. Oświadczył, że rząd tymczasowy będzie miał siedzibę na terenach kontrolowanych przez rebeliantów w północnej Syrii. Hitu związany zarówno z islamistycznym i liberalnym nurtem opozycji, został wybrany stosunkiem głosów 35 do 48.
Tymczasem 24 marca 2013 Mu’az al-Chatib poinformował o rezygnacji ze stanowiska przewodniczącego Syryjskiej Koalicji Narodowej na rzecz Opozycji i Sił Rewolucyjnych. Przewodniczył jednak syryjskiej delegacji na szczycie Ligi Państw Arabskich w Dosze 26 marca 2013. Był to pierwszy szczyt LPA na którym Syrię reprezentowała Syryjska Koalicja Narodowa na rzecz Opozycji i Sił Rewolucyjnych, po wykluczeniu Damaszku z organizacji w listopadzie 2011. Al-Chatib ustąpił ostatecznie ze stanowiska 22 kwietnia 2013 na znak protestu wobec braku konkretnej pomocy międzynarodowej dla syryjskiej opozycji. Tymczasowym przewodniczącym został Dżurdż Sabra, który wcześniej przewodził Narodowej Radzie Syryjskiej.
W dniach 23-31 maja 2013 odbyła się konferencja koalicji w Stambule. Na konferencji debatowano nad uczestnictwem w międzynarodowej konferencji pokojowej „Genewa 2”. omawiano sytuację na frontach, wybierano nowego przewodniczącego koalicji, rozszerzano koalicję oraz powołano 11-osobowy rząd. Na początku obrad opozycjoniści uzależnili udział w rozmowach od obietnicy szybkiego Asada, mimo pokładanych nadziejach w planowanych rokowaniach. Podczas obrad pogłębiły się podziały wśród koalicji. W skład 60-osobowej koalicji weszło tylko pięciu ludzi związanych z Michalem Kilo, marksistą i chrześcijaninem. W kuluarach mówiło się o 22 nazwiskach ze środowiska Kilo. 30 maja 2013 opozycjoniści uzgodnili, że nie wezmą udziału w międzynarodowej konferencji, dopóki bojówkarze libańskiego Hezbolahu działają pod Al-Kusajr. W nocy z 30 na 31 maja 2013 w skład Syryjska Koalicja Narodowa na rzecz Opozycji i Sił Rewolucyjnych przyjęto 40 nowych członków. Wśród nowo przyjętych znaleźli się głównie przedstawiciele sztabu generalnego Wolnej Armii Syrii. Ponadto odroczono wybory nowego szefa koalicji mającego zastąpić Moaza al-Chatiba, który w marcu 2013 podał się do dymisji. Głosowanie to odbędzie się najpóźniej 12 czerwca 2013. Odroczono również desygnowanie rządu Hitu na czas nieokreślony. Wybory nowego przewodniczącego odbyły się dopiero 6 lipca 2013 w Stambule. Zwyciężył w nich Ahmad al-Dżarba powiązany z Arabią Saudyjską, który w zaciętym głosowaniu pokonał biznesmena Mustafę Sabaggha stosunkiem głosów 55 do 52.
Tymczasem 8 lipca 2013 premier Ghassan Hitu podał się do dymisji z powodu niemożności powołania gabinetu. Hitu był traktowany przez opozycjonistów marginalnie, z powodu jego powiązań z Bractwem Muzułmańskim. Nie uznała go m.in. Wolna Armia Syrii. Na decyzję o dymisji wpłynął wojskowy pucz w Egipcie, gdzie 3 lipca 2013 obalono prezydenta Muhammada Mursiego wywodzącego się z Bractwa Muzułmańskiego. 14 września 2013 podczas obrad SKNOiSR w Stambule następcą Hitu na stanowisku premiera mianowano Ahmada Saliha Tumę.

## Uznanie międzynarodowe

Uznanie Syryjskiej Koalicji Narodowej na arenie międzynarodowej

12 listopada 2012 kraje Rady Współpracy Zatoki Perskiej (Arabia Saudyjska, Katar, Bahrajn, Kuwejt, Oman i Zjednoczone Emiraty Arabskie) uznały Syryjską Koalicję Narodową na rzecz Opozycji i Sił Rewolucyjnych jako prawowitą przedstawicielkę syryjskiego narodu. Poparcie dla konfederacji zostało udzielone także przez Turcję, Wielką Brytanię, Francję oraz Stany Zjednoczone. Jednakże amerykański prezydent Barack Obama odmówił uznania Koalicji jako syryjskiego rządu na emigracji. Także kraje Ligi Państw Arabskich (z wyłączeniem Algierii, Libanu i Iraku) uznały nową koalicję jako organ posiadający legitymizacje do reprezentowania narodu syryjskiego. 13 listopada 2012 francuski prezydent François Hollande oficjalnie powiedział, że Paryż uznaje syryjską opozycję jako prawowitą przedstawicielkę syryjskich władz. Mianował też Mounzira Makhousa na ambasadora francuskiego przy Syryjskiej Koalicji Narodowej. Wcześniej Al-Chatib zwrócił się do państw europejskich o uznanie i pomoc finansową. 15 listopada 2012 Turcja uznała Syryjską Koalicję Narodową. To samo 20 listopada 2012 uczyniły władze Wielkiej Brytanii. Ten sam krok uczyniła 29 listopada 2012 Hiszpania. Narodową Koalicję Syrii za jedynego przedstawiciela narodu syryjskiego 12 grudnia 2012 uznała także grupa „Przyjaciół Syrii” w tym Stany Zjednoczone i Polska oraz prawie sto państw należących do grupy.

## Liderzy organizacji

### Lista przewodniczących SKNOiSR
| Przewodniczący      | Okres sprawowania urzędu             |
| ------------------- | ------------------------------------ |
| Mu’az al-Chatib     | 11 listopada 2012 – 22 kwietnia 2013 |
| Dżurdż Sabra (p.o.) | 22 kwietnia 2013 – 6 lipca 2013      |
| Ahmad al-Dżarba     | 6 lipca 2013 – 9 lipca 2014          |
| Hadi al-Bahra       | 9 lipca 2014 – 4 stycznia 2015       |
| Chalid Chudża       | 4 stycznia 2015 – 5 marca 2016       |
| Anas al-Abda        | 5 marca 2016 – 6 maja 2017           |
| Riad Seif           | 6 maja 2017 – 6 maja 2018            |
| Abdurrahman Mustafa | 6 maja 2018 – 29 czerwca 2019        |
| Anas al-Abda        | 29 czerwca 2019 – 12 lipca 2020      |
| Naser al-Hariri     | 12 lipca 2020 – 12 lipca 2021        |
| Salem al-Meslet     | 12 lipca 2021 – 12 września 2023     |
| Hadi al-Bahra       | 12 września 2023 – 12 lutego 2025    |

### Lista premierów SKNOiSR
| Przewodniczący      | Okres sprawowania urzędu           |
| ------------------- | ---------------------------------- |
| Ghassan Hitu        | 18 marca 2013 – 14 września 2013   |
| Ahmad Salih Tuma    | 14 września 2013 – 17 maja 2016    |
| Dżawad Abu Hatab    | 17 maja 2016 – 10 marca 2019       |
| wakat               | 10 marca – 30 czerwca 2019         |
| Abdurrahman Mustafa | 30 czerwca 2019 – 30 stycznia 2025 |